# Sportåret 1845

## Händelser

### Baseboll
- 6 oktober – New York Knickerbockers spelar sin första protokollförda match. Matchen, som bara varar tre inningar, spelas sju mot sju och ena laget vinner med 11–8.[1]

- 22 oktober – Första basebollresultatet i form av en så kallad "box score" publiceras i New York Morning News.[2]

### Boxning

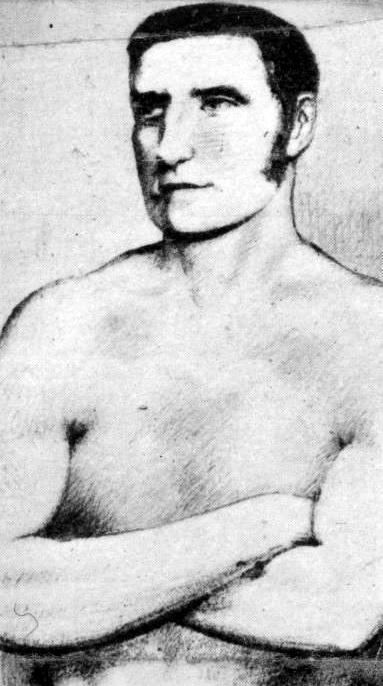
William Thompson.

- Tom Hyer behåller den amerikanska mästerskapstiteln i tungvikt, men inga matcher finns registrerade för honom under året.[3]

- 13 maj – Harry Broome besegrar Joe Rowe i Ensham Common och försvarar därmed sin engelska mästerskapstitel i weltervikt. Matchen varar i 57 minuter över 27 ronder.[4]

- 9 september – William Thompson besegrar Ben Caunt i Stony Stratford och tar därmed över den engelska mästerskapstiteln i tungvikt. Matchen varar i två timmar och tio minuter över 93 ronder. Caunt diskas när han påstås falla utan att ha blivit träffad. Caunt förnekar detta och meddelar att han drar sig tillbaka.[5]

### Cricket
- Okänt datum – Sussex CCC vinner County Championship (en inofficiell titel fram till 1890, då de första officiella mästarna koras).

### Rodd
- 15 mars – Cambridge vinner universitetsrodden över Oxford. Ställningen är därmed 5–2 till Cambridge.[6]

### Rugby
- 28 augusti – De första skrivna spelreglerna antas av Rugby School i Rugby[7]

## Födda
- 20 februari – Frida Segerdahl-Nordström, svensk konståkare[8]

## Bildade föreningar och klubbar
- 23 september – New York Knickerbockers, amerikansk basebollklubb[9]